# Louis De Geer (1587-1652)
Pour les articles homonymes, voir Louis De Geer.
Louis de Geer, né le 17 novembre 1587 à Liège et mort le 19 juin 1652 à Amsterdam, est un financier et investisseur industriel d'origine liégeoise, parti établir sa société et ses affaires pendant trente années en Suède pour gérer au plus proche les investissements de son père Louis de Geer, troisième du nom, banquier et gros investisseur en Scandinavie.
Louis de Geer, quatrième du nom, est parfois dénommé de façon louangeuse le « père de l’industrie métallurgique suédoise ». En effet, le fer et le cuivre nordiques, stratégiques pendant la guerre de Trente Ans, occupent une importante place économique en Europe grâce à un minerai abondant et parfois exploitable à ciel ouvert par les célèbres métallurgistes, forgerons et mineurs wallons de Suède. Plusieurs des descendants de Louis de Geer, anobli par le Roi de Suède, y ont eu des rôles politiques importants.

## Biographie
Le fils de Louis de Geer, troisième du nom, est né à Liège. Son père banquier liégeois émigre à Dordrecht dès 1595 et commence via un réseau de petites sociétés tenues par des hommes de confiance, protestants et souvent émigrés wallons, à investir en Scandinavie dans le secteur des matières premières minières. L'entreprise reste aventureuse, mais le financier est convaincu, en particulier, que "la Suède a l'Inde dans ses mines".
Jeune, son fils Louis se forme en diverses places marchandes. Il s'initie auprès d'un dinandier de Roanne, puis monte une première affaire marchande de métallurgie pendant plusieurs années à La Rochelle, alors la capitale du protestantisme en France. Il épouse Adrienne Gérard, d'une famille d'origine liégeoise, dont il a seize enfants.
En 1615, après la mort de son père, il s'établit à Amsterdam, où il garde pendant quarante années environ, jusqu'à l'époque de sa mort, sa principale habitation familiale en Hollande. Il y fait reconstruire, en 1622, la « maison aux têtes » (het huys met de hoofden) ainsi nommée à cause des bustes qui en ornent la façade. La maison conserve sa porte d'entrée d’origine, ainsi que la décoration intérieure.
C’est en 1613 que le nom de Louis de Geer, père et fils, est connu en Suède. Le 28 janvier 1613, le roi de Suède met fin à la guerre de Kalmar, obligé de conclure avec le roi de Danemark une paix onéreuse. Pour s’acquitter des paiements, il faut avoir recours à l’emprunt : en 1616, le roi s’adresse à nouveau aux bourgeois et gouvernement de Hollande. La garantie d'emprunt est constituée par les riches mines de fer de la Suède. Louis de Geer se met alors en relation avec des hommes de l'art liégeois, établis en Suède, les frères de Besche, dont Guillaume de Bèche, qui s’y trouve depuis 1595 et exploite les forges de Nyköping et Finspång, en faisant venir d'autres techniciens wallons exilés aux Pays-Bas pour des raisons religieuses.

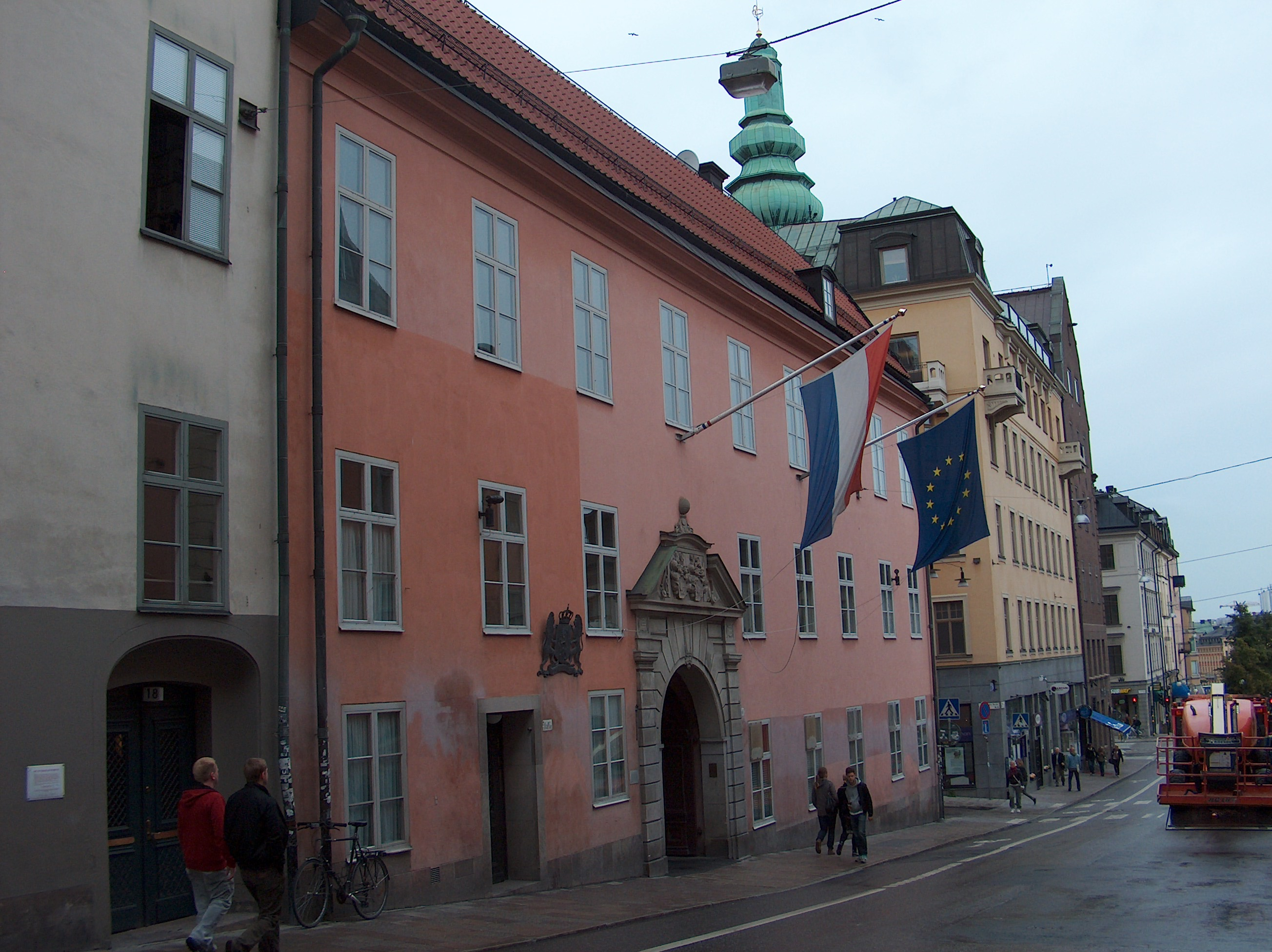
Palais de Louis De Geer à Stockholm.

En 1618, Louis de Geer sollicite de la Couronne de Suède la prise à bail du fief de Finspång. C’est par ce processus que le banquier se mue en puissant industriel nordique et fait de longs séjours en Suède, tout en conservant sa maison d’Amsterdam (la « Maison aux têtes »). Louis de Geer devient partenaire de Guillaume de Bèche pour les usines de Finspång, d’où sortent des canons de fer réputés mondialement.
La guerre de Trente Ans met progressivement l'investisseur métallurgiste à la tête d'une fortune colossale. De Geer devient successivement le fournisseur du roi de Suède, son munitionnaire à la Cour, l’agent du gouvernement pour le commerce du cuivre, le commissaire général pour les fournitures de la marine et des armées, le banquier de l’État et le financier international du pays pour les besoins de guerre. Ses affaires sont développées plus amplement par la suite. Cependant, il lui faut attendre 1641 pour qu’il soit reconnu et anobli par la Couronne. Pendant ce temps, il consacre prudemment un dixième de ses bénéfices à des œuvres religieuses et sociales. Ses "magasins d'usines" regorgent de blés, de viandes et de draps.
Louis de Geer se lance dans le commerce des armes, et le marchand d'armes devient un puissant armateur pour la flotte de commerce et de guerre, s'implante à La Rochelle et prête de l’argent au roi Gustave II Adolphe de Suède parti en guerre avec l'appui du royaume de France.
Entre 1620 et 1640, cinq mille artisans du fer qualifiés en ferronnerie (clous, fer à cheval, barres et tôles, outils, armes) et en fonderie (canons, pièces suédoises), mais aussi dans l'extraction minière et dans la construction des hauts-fourneaux et de marteaux-pilons sont recrutés en Hollande et en Allemagne du Nord, en Zélande et en Flandre, mais surtout dans l'actuelle Wallonie, à Givet, en Lorraine, avec bureau de recrutement et contrats de travail. L'appel des Hommes du fer n'est au début pas évident, car Philippe IV interdit le 4 mai 1624 aux forgerons namurois de se laisser embaucher par des commis, agents ou facteurs des marchands de Suède. Mais les drames des guerres augmentent le flux de réfugiés, et parmi eux, des hommes de l'art.
Entre 1620 et 1650, les exportations de fer de la Suède triplent, pour atteindre 17 500 tonnes par an, en particulier pour la marine anglaise. En particulier, de véritables embryons de centres industriels naissent. De 1600 à 1640, Noerköping, au départ modeste centre marchand, connaît une forte croissance démographique de l'ordre de 5 000 habitants, pour la ville et le port. Le fret des navires de la flotte de Geer est constitué de barres de fer, de tôles, de fils de laitons et d'armes de divers calibres. Au nord-est d’Uppsala, vingt-trois bruks (villages de forges), répartis sur quatre communes, produisent jusqu'en 1992, des gueuses (barre de fer) à partir de mine de fer de Dannemora, considérée comme la première du monde, en quantité de minerai extrait comme en qualité.

## Sources
- M. Similon, Travail de fin d'études : Les Wallons en Suède au XVIIe siècle, HENaC Malonne, Année académique 2004-2005
- Hervé Hasquin, Louis XIV face à l'Europe du Nord